# Chalet Girl
Chalet Girl es una película de comedia romántica británica dirigida en 2011 por Phil Traill. La película está protagonizada por Felicity Jones, Bill Bailey, Sophia Bush, Ed Westwick, Brooke Shields y Bill Nighy.
Las críticas a la película fueron de carácter variado, pero sobre todo se valoró positivamente el trabajo de Felicity Jones como protagonista.

## Sinopsis
Kim Mathews, una joven de 19 años, es introducida por una presentadora de televisión como una excampeona de skate cuya madre había muerto en un accidente de coche. Kim decide dejar el skate y comienza a trabajar en un bar de hamburguesas de comida rápida para ayudar a su padre William a pagar las facturas del hogar.
Cuando su padre necesita más dinero, Kim decide buscar otro trabajo con una mejor paga y sus amigos le recomiendan un trabajo como una chica de chalet, trabajando en los Alpes para clientes ricos. Poco después recibe una llamada en donde le dicen que la actual chica de chalet se ha roto una pierna y le ofrecen su puesto. Al inicio no está convencida, pero luego a último minuto decide aceptar el trabajo.
Los dueños del chalet (Richard y Caroline) mandan a una de sus empleadas, Georgie, a ayudar a Kim. Al inicio no le agrada mucho porque Georgie cree que no es elegante, glamurosa y no sabe esquiar, pero pronto se vuelven amigas. Cuando conoce al hijo del dueño, Johnny, se siente instantáneamente atraída hacia él. Sin embargo, él está saliendo con Chloe y Kim está muy enfocada en el snowboarding, ya que hay un torneo que quiere ganar para conseguir el premio para ayudar a su padre.
Kim ayuda a Johny con clases de snowboarding, al poco se enamoran y Kim se da cuenta de que él se acaba de comprometer, entonces ella deja el trabajo queriendo regresar con su padre. Al final, acaba compitiendo y ganando el torneo y Johny deja a Chloe, enamorado de Kim.

## Reparto

### Personajes principales
- Felicity Jones como Kimberley "Kim" Mathews.
- Ed Westwick como Jonnathan "Johnny", hijo de Richard y Caroline, quien poco a poco comienza a enamorarse de Kim.
- Tamsin Egerton como Georgie, una empleada del Chalet y amiga de Kim.
- Ken Duken como Mikki, un esquiador, amigo de Kim y enamorado de Georgie. Le enseña a Kim el snowboard.
- Nicholas Braun como Nigel, el hermano de Chloe.
- Bill Nighy como Richard, el dueño del Chalet y padre de Johnny.
- Brooke Shields como Caroline, la dueña del Chalet y madre de Johnny.
- Bill Bailey como William "Bill", el padre de Kim.
- Sophia Bush como Chloe, la novia de Johnny, quien sólo está con ella para complacer a su madre.
- Gregor Bloéb como Bernhardt, uno de los empleados del Chalet.

### Personajes secundarios
- Tara Dakides como Tara, exitosa profesional del snowboard amiga de Kim y Mikki.
- Georgia King como Jules, amiga de Georgie.
- Adam Bousdoukos como Willy "Yeti", un esquiador y amigo de Tara.
- Tom Goodman-Hill como Les, empleado del bar de comida rápida donde Kim trabaja.
- Chandra Ruegg como Trace, compañera de trabajo y amiga de Kim.
- Rebecca Lacey como Thea, madre de Kim, quien fallece en un accidente automovilístico.
- Jo Martin como Lexi, una mujer que ayuda a William mientras Kim se va a los Alpes.
- Alex Macqueen como Malcolm.
- Mike Goodenough como Lawrence.
- Steve Furst como Charles.
- Miquita Oliver como presentadora de televisión.
- Rick Edwards como presentador de televisión.
- Angela Curran como una periodista.
- Jessica Hynes como una periodista.

## Producción
La película fue producida por Pippa Cross, Harriet Rees, Dietmar Guentsche y Wolfgang Behr, y escrita por Tom Williams. 
Los exteriores fueron filmados en Sankt Anton am Arlberg, en Austria, y Garmisch-Partenkirchen, en Alemania.

## Taquilla
En el Reino Unido, en la primera semana de su lanzamiento, fue la número uno para películas nuevas con £ 678.000 recaudados los primeros cinco días después de haber abierto en 381 salas de cine. Esa cantidad fue la más baja para una película número uno nueva en una semana. Esa semana se colocó cuarta detrás de Rango (£1,045,326), Battle: Los Angeles (£874,265) and Unknown (£775,576).